# مس حکان - گچیلو (۲)
مس حکان - گچیلو (۲) یک اندیس فلزی است که در حوالی شهر آوج استان همدان قرار دارد و مادهٔ معدنی موجود در آن، مس است.سنگ میزبان این اندیس لیتیک توف است و دیرینگی آن به دوران میوسن می‌رسد. در این اندیس، پاراژنز‌های مالاکیت، هماتیت یافت می‌شوند.